# باتريك بي. بيرن
باتريك بي. بيرن (بالإنجليزية: Patrick B. Byrne)‏ هو مدرب خيول أمريكي، ولد في 8 مارس 1956 في لندن في المملكة المتحدة.